# Артеев, Михаил Ефимович
Михаил Ефимович Артеев — советский хозяйственный, государственный и политический деятель.

## Биография
Родился в 1905 году в селе Бакур Мохченской волости.
С 1917 года — на хозяйственной, общественной и политической работе. В 1917—1962 гг. — ученик церковно-приходской школы, батрак у кулаков-оленеводов, пастух-оленевод в колхозе, бригадир оленеводческого стада, заведующий оленеводческой фермы колхоза «Комсомолец».
Избирался депутатом Верховного Совета СССР 2-го созыва.
Умер в 1975 году в селе Бакур.